# Trimezia martinicensis
Trimezia martinicensis là một loài thực vật có hoa trong họ Diên vĩ. Loài này được (Jacq.) Herb. miêu tả khoa học đầu tiên năm 1844.